# DejaVu
DejaVu is een verzameling van lettertypes die gebaseerd zijn op de Bitstream Vera-lettertypes. Het doel van DejaVu is om een breder spectrum van karakters aan te bieden in dezelfde stijl als de originele letters. De veranderingen die door DejaVu zijn aangebracht vallen in het publieke domein.
De volgende DejaVu-lettertypes zijn beschikbaar:

DejaVu Sans Mono: normaal, vet, cursief en vet/cursief;
DejaVu Sans: normaal, vet, cursief, vet/cursief; experimenteel: extra dun (normaal), smal (normaal, vet, cursief en vet/cursief);
DejaVu Serif: normaal, vet, cursief en vet/cursief; experimenteel: smal (normaal, vet, cursief en vet/cursief).